# Batley
Batley è una località di 43.000 abitanti della contea del West Yorkshire, in Inghilterra e municipio fino al 1974.